# 齒邊花葉蘚
齒邊花葉蘚（学名：Calymperes serratum）为花葉蘚科花葉蘚屬下的一个种。

## 扩展阅读
- 維基物種上的相關：齒邊花葉蘚